# ماركو دا سيلفا (لاعب كرة قدم)
ماركو دا سيلفا (بالسويدية: Marco Da Silva)‏ (8 مايو 1982 - ) هو لاعب كرة قدم سويدي في مركز الدفاع. لعب مع نادي أوسترس.

## وصلات خارجية
- ماركو دا سيلفا على موقع اتحاد السويد (السويدية)
- ماركو دا سيلفا على موقع قاعدة بيانات كرة القدم.إي يو (الإنجليزية)